# Cirkus (zgradba)
Rimski cirkus (iz latinščine 'krog') je bil veliko prizorišče na prostem, ki se je uporabljalo za javne dogodke v starem Rimskem imperiju. Cirkusi so bili podobni starogrškim hipodromom, čeprav so služili različnim namenom in se razlikovali po oblikovanju in gradnji. Poleg gledališč in amfiteatrov so bili circusi eno od glavnih zabavišč takratnega časa. Bili so prizorišča za dirke s kočijami, konjske dirke, tam so bile predstave, ki so obeležile pomembne dogodke imperija.
Po besedah Edwarda Gibbona v poglavju XXXI njegovega dela Zgodovina propada in padca rimskega imperija, rimsko ljudstvo, na začetku 5. stoletja:
»... še vedno štejejo circus kot svoj dom, tempelj in sedež republike«.

## Oblika
Prostor za predstave rimskega cirkusa je bil kljub svojemu imenu običajno podolgovat pravokotnik dveh linearnih odsekov dirkališča, ločenih s sredinskim pasom, ki je potekal po dolžini približno dveh tretjin proge, združen na enem koncu s polkrožnim odsekom in na drugem koncu z nedeljenim delom proge, ki je v bil  večini primerov zaprt z značilnimi začetnimi vrati, imenovanimi carceres, s čimer so ustvarili vezje za dirke. Maksencijev circus predstavlja obliko.
Sredinski pas se je imenoval spina in po navadi je vseboval okrašene stebre, kipe in spominske obeliske. Obračalne točke na obeh koncih spine so bile običajno označene s koničnimi drogovi, imenovanimi metae (ednina meta) .
Delovna površina cirkusa je bila običajno obdana z vzpenjajočimi sedeži po dolžini obeh ravnih stranic in okoli ukrivljenega konca, čeprav je včasih prišlo do prekinitev sedežev, da so zagotovili dostop do arene ali sedežev ali da so zagotovili posebne opazovalne ploščadi za dostojanstvenike in uradnike. Cirkus v Antinopolisu (Egipt), kaže izrazito vrzel okoli 50 m med tlemi in v začetku vzpenjajočih sedežev, kjer očitno ni strukture. Zdi se, da je to izjema.
Velika večina cirkusov ustreza opisu zgoraj. Znani sta še dve različici: Emerita Augusta (Mérida, Španija), kjer je konec carceres nadomeščen z rahlo ukrivljenim ravnim koncem, ki je povezan z ravnimi stranmi dvigajočih sedežev z zaobljenimi vogali le-teh in nekaj, pri katerih je konec carceresov zamenjan z drugim polkrožnim koncem, da se ustvari ovalna arena. Slednji so bili običajno majhni (Nicopolis (Grčija) in Aphrodisias (Turčija)) in bi jih verjetno morali šteti za stadione.
Obstajajo podobne zgradbe, imenovane stadia – stadion, ki so bile uporabljene za grško atletiko. Te zgradbe so bile po zasnovi podobne, vendar tipično manjše od cirkusov; vendar pa razlikovanje ni vedno jasno. Primer te vrste je Domicijanov stadion.

## Značilnosti

### Datacija
V nasprotju z drugimi velikimi rimskimi strukturami so se cirkusi skozi dolga obdobja pogosto razvijali iz preprostih poti po polju, skozi generacije lesenih sedežnih konstrukcij (pogosto uničenih v ognju ali gnilobi), preden so se končno začele izdelovati v kamnu. Čeprav so cirkusi, kot je Circus Maximus (Italija) lahko obstajali v kakšni obliki že od približno od leta 500 pr. n. št., so bili cirkusi zgrajeni večinoma v 400 letih med 200 pr. n. št. in 200 n. št.

### Mere
Primerjalne dimenzije cirkusa se lahko merijo na dva osnovna načina: po dolžini dirkališča in po številu sedežev. Druge dimenzije, kot so zunanje dimenzije konstrukcije, se lahko zelo razlikujejo glede na lokacijo, območje in specifične arhitekturne značilnosti.
Najpreprostejša primerjalna meritev cirkusa je njegova dolžina dirkališča. To je najlažje izmerjena dimenzija, saj zahteva le majhna izkopavanja na obeh koncih središčnice. Zelo verjetno je, da je to mogoče storiti tudi, ko je cirkus zakopan pod poznejšimi konstrukcijami. Dolžina proge se lahko razlikuje od 245 m cirkusa v Gerasi (Jordanija) do 621 m Circusa Maximusa (Italija).
Alternativna primerjalna dimenzija je število sedežev. To je veliko bolj zapleteno merjenje, saj zahteva ponovno vzpostavitev dimenzij prvotnega vertikalnega in horizontalnega obsega nagiba tribun. V mnogih primerih je bila celotna struktura uničena nad točko, kjer je to mogoče izmeriti ali pa bi vsaj zahtevala veliko več izkopa, kot je potrebno za merjenje dolžine dirkališča. Število sedežev se lahko razlikuje od približno 15.000 ljudi v Gerasi (Jordanija), do 150.000 v Circusu Maximusu (Italija).

### Usmerjenost
Zdi se, da cirkusi niso bili zgrajeni z nobeno posebno usmeritvijo glede na smer neba. Tiste, ki so dobro identificirani, lahko najdemo z okroglimi konci, ki so usmerjeni. Primeri so: sever Gerasa (Jordanija); severovzhod Antinopolis (Egipt); vzhod Maksencijev circus (Italija); jugovzhod Circus Maximus (Italija); jug Tir (Libanon); jugozahod Gortyn (Grčija); zahod Neronov circus (Italija).

### Relativen položaj
Cirkuse lahko najdemo na treh različnih lokacijah glede na mesto, ki jim pripadajo:
- izven mestnega obzidja na razdalji do 1,5 km, na primer: Gerasa (Jordanija) (300 m) in Leptis Magna (Libija) (1,5 km).
- preprosto znotraj mestnega obzidja, kot na primer: Solun (Grčija).
- znotraj obzidja, v središču mesta in je sestavni del arhitekturne strukture mesta, kot so: Rim, Sirmium (Srbija) in Tarraco (Španija).

### Carceres
Careceres ali izhodna vrata so imela značilno, poševno, rahlo ukrivljeno, načrtovano obliko, ki je bila zasnovana tako, da bi nadomestila tisto, kar bi bilo sicer precejšnja razlika v razdaljah od posameznih začetnih vrat do začetka prvega odseka ravne proge na desni strani spine. Konci so bili zasnovani tako, da se dirke vodijo okrog spine v nasprotni smeri urinega kazalca.
Zdi se, da je bila oblika careceresov standardizirana po vsem rimskem svetu. Podobnost v obliki med različnimi velikostmi cirkusov nakazuje, da so bili trupi zgrajeni po vrsti proporcionalnih matematičnih razmerij ali formul. Ni jasno, kdaj so bili zgrajeni najzgodnejši standardi standardizirane oblike, niti ne obstajajo dokumentarni dokazi za obstoj takšnih formul.
Nekaj najboljših primerov carecerov so: Gerasa (Jordanija) in Maksencijev circus (Italija).

## Najbolje ohranjeni
Najbolj ohranjeni cirkusi so: Emerita Augusta (Španija), Caesarea Maritima (obalna) (Izrael), Maksencijev circus (Italija), Gerasa (Jordanija), Tir (Libanon), Miróbriga (Portugalska), Leptis Magna (Libija).